# B.o.B
Bobby Ray Simmons Jr (Winston-Salem, Carolina do Norte, 15 de novembro de 1988), mais conhecido por B.o.B, é um rapper, cantor, compositor e produtor musical de Decatur, Geórgia, Estados Unidos. Assinou com as gravadoras Grand Hustle e Atlantic Records em 2008 e alcançou rapidamente a fama com uma série de mixtapes que anteciparam o grande sucesso Nothin' on You.
B.o.B começou a ganhar atenção no mundo do rap após lançar algumas Mixtapes. Foi considerado pela revista XXL em 2009 entre um dos rappers mais promissores do momento na sua tradicional lista anual. Chegou à fama mundial depois de seu primeiro single "Nothin' on You" com o cantor Bruno Mars, alcançar o número um, nos Estados Unidos e no Reino Unido. Ele viria a repetir o feito ao lançar seu segundo single "Airplanes", com a vocalista do Paramore, Hayley Williams, que também chegou ao número um no Reino Unido e no número dois nos Estados Unidos. Seu primeiro álbum B.o.B Presents The Adventures of Bobby Ray, foi lançado em 27 de abril de 2010, atingindo o número um nos Estados Unidos Billboard 200 charts e acabou sendo certificado Ouro pela RIAA, e indicado ao Grammy por melhor álbum de rap.
Ele lançou seu segundo álbum de estúdio, Strange Clouds, em 1 º de maio de 2012. O álbum gerou novamente a B.o.B três singles certificados de platina pela RIAA, "Strange Clouds com Lil Wayne "," Both of Us" com Taylor Swift e "So Good ". O álbum estreou no número cinco na Billboard 200 e seus singles atingiram o pico no top 20 nos EUA e receberam certificações de platina pela RIAA. Em 2013, B.o.B lançou seu terceiro álbum de estúdio Underground Luxury, que teve os singles voltados para os clubs, Headband e We Still In This certificados de platina pela RIAA 
Em 2015, B.o.B entrou em conflito público com sua gravadora Atlantic Records que resultou no fim da parceria, e passou a lançar projetos independentes no rap underground pela sua própria gravadora, chamada No Genre. Esses trabalhos incluem os seus álbuns Psycadelik Thoughtz (2015), Ether (2017), NAGA (2018), Better Than Drugs (2022) e uma série de mixtapes focada em letras com criticas ao governo e provocações a teorias da conspiração, chamada Elements (2016).  B.o.B tem sido reconhecido desde então por sua postura Antissistema e de criticas a indústria musical convencional.

## Biografia

### Início da vida e carreira
Bobby Ray Simmons Jr. nasceu em 1988 em Winston-Salem, Carolina do Norte. Foi criado no distrito de Decatur em Atlanta. Em sua infância tocava trompete na banda da escola e se interessava por música em especial hip hop, rock e blues. Embora seus pais quisessem que ele estudasse B.o.B decidiu que queria ser cantor. Seu pai era um pastor, e desaprovou as escolhas de seu filho, mas com o tempo percebeu que ele usava a música de uma forma criativa. B.o.B refletiu dizendo: "Eles sempre me apoiaram, me deram um teclado, mas acho que no fundo era difícil pra eles".
B.o.B começou a fazer música na escola com seu primo. Em 2002, após conhecer seu mentor e co-empresário B-Rich aos 14 anos, B.o.B vendeu sua primeira batida para o antigo artista de gravação do Slip-n-Slide, Citti, para a música "I'm the Cookie Man". B.o.B sentiu que havia estabelecido uma carreira substancial. "Eu fui e gastei todo o meu dinheiro em coisas rápidas como uma corrente' . Logo eu estava quebrado de novo, mas aprendi duas coisas importantes com isso; certifique-se de economizar meu dinheiro e que eu estava viciado em música. Ele continuou se apresentando em microfones abertos e locais underground para aperfeiçoar sua arte. B.Rich que o apresentou ao rapper T.I. em um clube de Atlanta e lá realizaram uma canção intitulada Cloud9 e então o produtor TJ Chapman começou a co-gerir B.o.B que em um mês assinou com a Atlantic Records.  B.o.B entrou no grupo de produção de rap com Playboy Tre, Chapman TJ e B-Rich.

### 2008-2010: Começo da fama e mixtapes

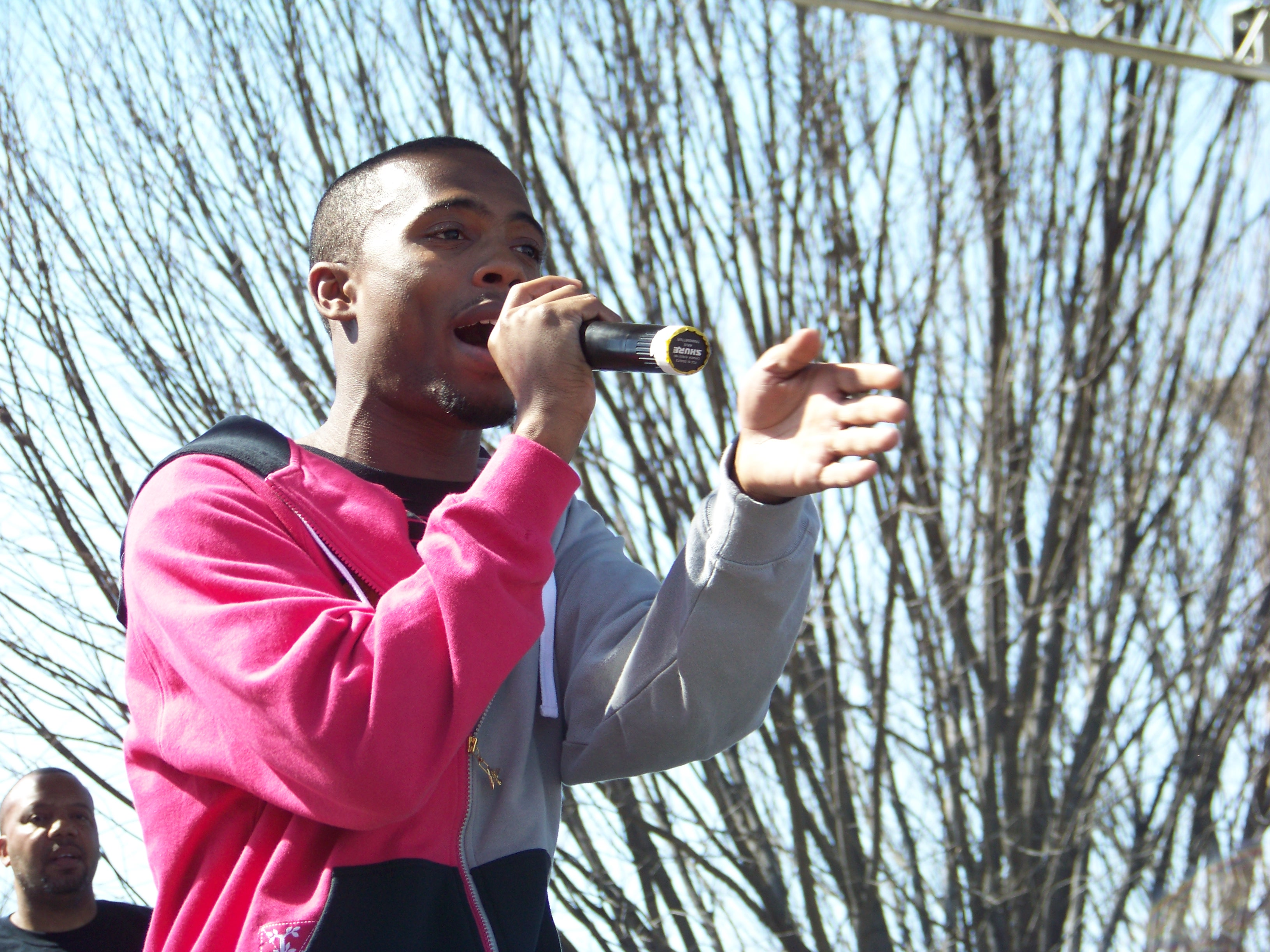
B.o.B durante performance em Atlanta em 2009

B.o.B começou a lançar vários mixtapes pela Grand Hustle como The Future (2007), Cloud9 (2007), Hi! My Name is B.o.B (2008), Who the F#*k is B.o.B? (2008) e dois extended play (EPs): Eastside (2007) e 12th Dimension (2008).
Seu primeiro single na Atlantic foi a música Haterz Evrywhere que alcançou o top 5 da Billboard R&B/HipHop singles. O remix de "Haterz Everywhere" com Rich Boy, foi incluído usado no videogame Fight Night Round, e um videoclipe foi lançado posteriormente para essa versão. Outro single, "I'll Be in the Sky", foi lançado em 2008 e alcançou o número 15 nas mesmas paradas.  A revista About.com chamou a música de "artrap inteligente e funky e um forte prelúdio para seu álbum" e a incluiu no número 13 em seu ranking de "Top 100 Músicas de Rap de 2008". Outra música der B.o.B chamada "Generation Lost", também foi listada no ranking no número 32.  B.o.B fez sua primeira grande aparição no aclamado álbum Paper Trail (2008) de T.I., na música "On Top of the World", ao lado do rapper Ludacris, de Atlanta . Em dezembro de 2008, B.o.B apareceu na capa da revista XXL junto com Asher Roth, Charles Hamilton, Kid Cudi e Wale como os "Rappers da Cloud '09". Em outubro de 2009, B.o.B apareceu na capa da revista Vibe junto com os mesmos jovens rappers, em uma matéria que também falava dos jovens talentos. Ele descreveu como sendo suas principais influências as "canções dos anos 1980 de rap, techno, rock, funk, e até doo-wop"

### 2010-2011:The Adventures of Bobby Ray e Sucesso no Mainstream
Em seu álbum de estreia, B.o.B Presents The Adventures of Bobby Ray, deveria ter sido lançado em 25 de maio de 2010 mas, devido ao sucesso de "Nothin' on You", (com participação especial de Bruno Mars) o lançamento foi antecipado para 27 de abril de 2010, o que é muito raro para um álbum. 

O álbum, lançado em 27 de abril de 2010, recebeu críticas geralmente positivas. Seu álbum vendeu 84.000 cópias na primeira semana e estreou em primeiro lugar na Billboard 200. Isso fez de B.o.B o décimo terceiro artista solo masculino a ter um álbum de estreia chegando ao primeiro lugar na primeira semana. Em julho, B.o.B anunciou que sairia em turnê, nomeando-a The SHOOTiN for Stars Tour. As datas e horários foram divulgados em seu site em 13 de julho. B.o.B recebeu indicações para seu álbum, singles e ele mesmo pelo BET Awards , Teen Choice Awards , MTV Video Music Awards e ao Grammy Awards. Seu single "Magic" o apresentou em um anúncio para a campanha "Magic" da Adidas.

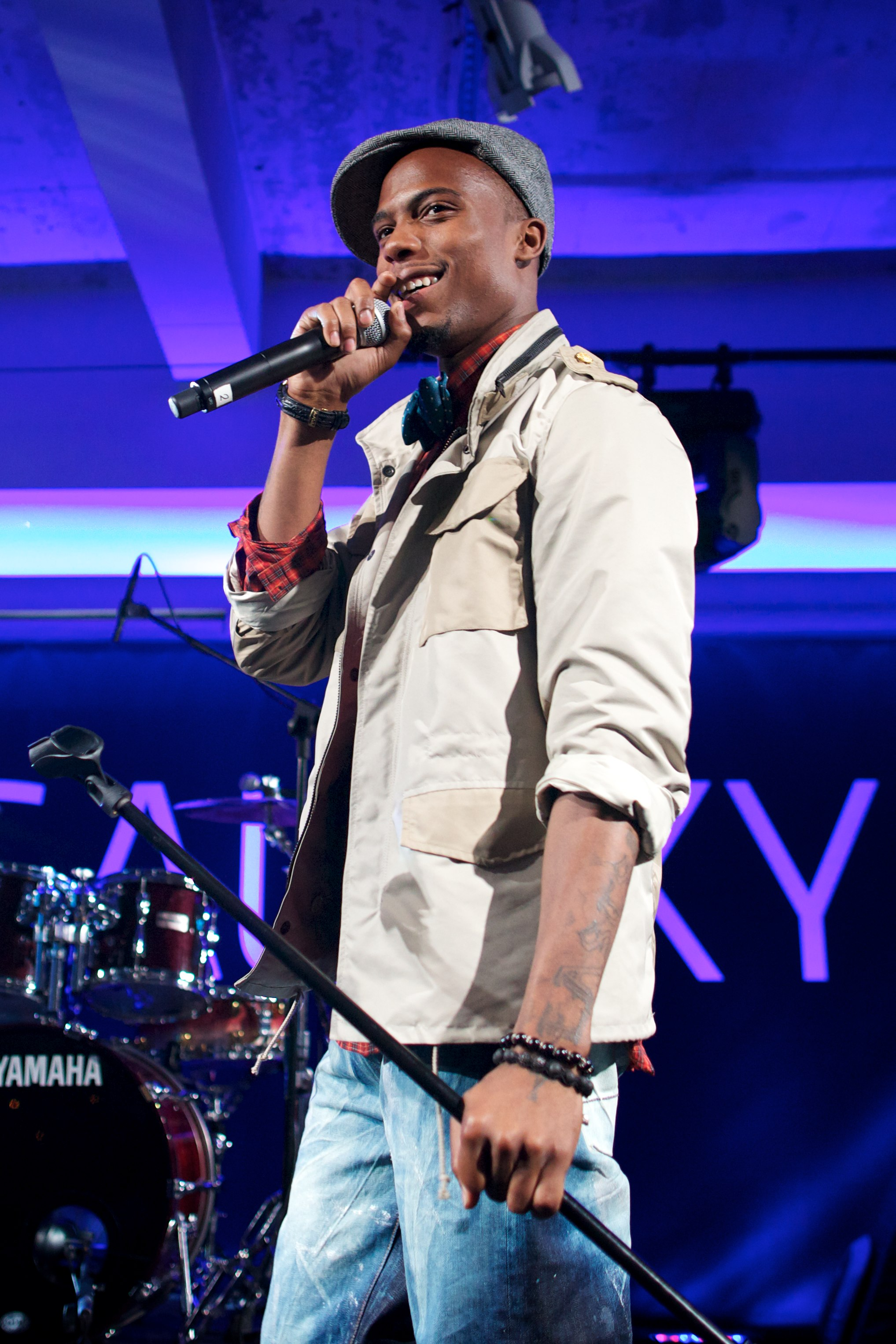
B.o.B se apresentando em 2010

Em 14 de agosto de 2010, Hayley Williams anunciou através do Official Paramore Fan Club que B.o.B seria o principal suporte para a turnê de novembro do Paramore no Reino Unido. B.o.B também abriu para Eminem e Jay-Z na The Home & Home Tour no Comerica Park. B.o.B também fez uma sessão do MTV Unplugged. Ele tocou músicas de seu álbum de estreia, bem como um cover de "Kids" do MGMT, com os convidados Robin Thicke, Melanie Fiona e Janelle Monáe. B.o.B fez uma aparição no MTV Video Music Awards de 2010 em 12 de setembro de 2010.  Ele tocou partes de seus dois singles, "Nothin' on You" com Bruno Mars e "Airplanes" com Hayley Williams. The Adventures of Bobby Ray foi certificado 2× platina pela RIAA em 2 de agosto de 2016
O primeiro single, "Nothin' on You", foi lançado em abril e alcançou o topo da Billboard sendo um dos maiores sucessos do ano.  A faixa conta com a participação do cantor Bruno Mars. Uma versão remix desta canção com a participação de Big Boi foi lançada em 21 de março. O single recebeu duas certificações de Platina nos EUA em 28 de junho de 2010 e chegou a posição nº 1 na Billboard Hot 100. O segundo single foi "Airplanes".A faixa conta com a participação da cantora Hayley Williams, vocalista da banda Paramore, e foi co-produzida por Alex Da Kid e DJ Frank E. e também foi um sucesso comercial em todo o mundo alcançando a posição #1. no Reino Unido e a #2 nos Estados Unidos.Em 6 de julho de 2010, B.o.B lançou seu terceiro single oficial, a canção "Magic", que também apareceu em um comercial da Adidas. O vídeo clipe de "I'll Be in the Sky", "Generation Lost", "Put Me On" e "No Mans Land" pode ser encontrado no MySpace do cantor ou no YouTube. 
B.o.B lançou também uma versão materializada de sua canção "Bet I". A canção agora conta com uma participação especial do rapper T.I. Em 14 de agosto de 2010, Hayley Williams anunciou no Fã Club oficial do Paramore que eles e o B.o.B estariam juntos na turnê da banda pelo Reino Unido em novembro.

### 2012:Strange Clouds
Jessie J lançou um single com B.o.B, intitulado "Price Tag", em 30 de janeiro de 2011. A música foi a mais rápida para alcançar o número um nas paradas do Reino Unido vendendo 84.000 cópias em sua primeira semana de vendas. Em 22 de março de 2011, a Electronic Arts lançou o trailer de lançamento do próximo jogo de tiro em primeira pessoa Crysis 2, que apresentava uma música de B.o.B intitulada "New York New York" contendo o coro principal de piano da música  cantada por Frank Sinatra. Em 27 de agosto de 2011, um vídeo apareceu no YouTube de BoB se apresentando na Colorado State University, onde ele deu uma prévia de uma música intitulada "Strange Clouds" e anunciou que ela conta com Lil Wayne .
B.o.B começou a planejar seu álbum em 2011 e lançou o primeiro single a música Strange Clouds em setembro com a participação de Lil Wayne. A canção foi anunciada pela Atlantic Records para lançamento no iTunes em 27 de setembro de 2011. A canção serviu como single de avanço do segundo álbum de estúdio de nome homônimo. Em sua primeira semana, vendeu 197 mil cópias digitais, estreou na Billboard Hot 100 no sétimo lugar. A canção foi certificada como musica de platina pela RIAA.Pouco antes de lançar o clipe para o vídeo da música "Strange Clouds", a MTV entrevistou B.o.B e perguntou sobre um boato de que ele e T.I. estão trabalhando em um álbum colaborativo, B.o.B respondeu: "O álbum em parceria, na verdade começou como uma piada. Ele referia a mim como "o marciano" em uma de suas letras, ele disse: "É o homem e o marciano ', e nós dissemos:' isso poderia ser um título do álbum." Nós meio que apenas brincamos com ele. Mas parece estar tomando forma de sucesso". Em 1 de dezembro de 2011 BoB apareceu na cidade de Nova York na Hot 97 estação de rádio e confirmou que ele e T.I. estão de fato trabalhando em um álbum colaborativo intitulado The Man & The Martian. Em 2012 B.o.B lançou singles promocionais a fim de divulgar seu álbum. "Play the Guitar" com André 3000 foi numero #98 na Billboard. "Where are You e So Hard to Breathe" foram lançadas em março.
Em 1 de maio de 2012, B.o.B lançou seu segundo álbum de estúdio intitulado Strange Clouds. O álbum vendeu quase 80 mil cópias na semana de estreia estreando na primeira posição da Billboard Rap Álbuns e em quinto na Billboard 200. O segundo single "So Good alcançou a posição 11 nos Estados Unidos e foi um sucesso mundial sendo a música solo de B.o.B de maior sucesso. A canção foi certificada como música de platina na Australia e Estados Unidos, e certificada como musica de ouro no Canadá e na Nova Zelândia.O terceiro single que traz uma parceria com Taylor Swift, "Both of Us" foi aclamada pela crítica e foi um sucesso mundial vendendo 150 mil cópias na primeira semana. O quarto single foi a parceria com Nicki Minaj na música "Out of My Mind".

### 2013 - 2015:Underground Luxurye No Genre
No início de dezembro de 2012, B.o.B revelou a MTV que planeja lançar um EP de Rock: "Eu estive segurando isso por tanto tempo, eu planejo isso com minha banda há muito tempo, então eu acho que esta é a hora". Ele também falou suavemente sobre seu terceiro álbum de estúdio: "Meu álbum é basicamente uma continuação de The Adventures de Bobby Ray e Strange Clouds. Sinto-me como se fosse meio que preenche a lacuna entre o local onde todos os meus fãs estão e, finalmente, fazer com que todos vão até a lugar em que o meu som chega".
Em seu aniversario B.o.B lançou um novo mixtape chamado Fuck Em We Ball..O mixtape tinha a participação de nomes como T.I., Juicy J, Mac Miller, Playboy Tre, Snoop Lion, Spodee e Iggy Azalea. O Mixtape ainda gerou um single chamado We Still in This Bitch que chegou ao numero 65 na Billboard Hot 100 e ganhou o certificado de ouro pela RIAA por vender mais de 500.000 copias. A música que conta com as participações de T.I. e Juicy J também foi indicada ao BET Hip-Hop Awards como melhor clipe. Além de Fuck`em We Ball, B.o.B participou do mixtape G.D.O.D.(Get Dough Or Die) com um time de rappers da gravadora Grand Hustle, formando o grupo Hustle Gang. O mixtape gerou o single Memories Back Then com T.I., Kris Stephens e Kendrick Lamar. Enquanto filmava o vídeo de "Memories Back Then", em entrevista à Rap-Up, B.o.B falou sobre uma série de projetos, incluindo o seu terceiro álbum, um EP de rock, e a compilação com diversos artistas na mixtape Hustle Gang. A mixtape G.D.O.D de Hustle Gang foi lançado em maio de 2013. Em 22 de abril de 2013, foi anunciado que B.o.B faria uma turnê com os rappers americanos Wiz Khalifa, ASAP Rocky, Trinidad James, Joey Badass e Smoke DZA, para a turnê de shows Under the Influence.
No mesmo mês B.o.B anunciou no twitter a música HeadBand com 2 Chainz como o primeiro single de seu terceiro álbum. Ele também revelou que seu álbum viria antes de seu EP de Rock. A música produzida por DJ Mustard foi certificado de platina pela RIAA permanecendo na Billboard Hot 100 por 29 semanas consecutivas. Em 10 de setembro de 2013, o segundo single do Underground Luxury , intitulado " Ready ", foi lançado no iTunes. A música, produzida por Noel "Detail" Fisher ", apresenta o rapper Future. O terceiro single John Doe com participação de Priscilla chegou a posição 69 da Billboard Hot 100. Underground Luxury foi lançado em 17 de dezembro de 2013, estreando na posição 22 da Billboard 200 com 32 mil cópias vendidas. 
Em 9 de junho de 2014, em uma entrevista com Bootleg Kev, B.o.B anunciou sua nova gravadora, No Genre , nomeada em homenagem à sua mixtape de 2010.  Em 9 de julho de 2014, B.o.B lançou No Genre 2, a sequência de sua sétima mixtape. No Genre 2 apresenta participações especiais de Kevin Gates, Victoria Monét, Mike Fresh, Ty Dolla Sign, Sevyn Streeter , Mila J, T.I. e mais.  Em 14 de outubro de 2014, B.o.B lançou uma música intitulada "Not For Long", com Trey Songz , como single via distribuição digital. Em 28 de novembro de 2014, BoB lançou New Black , sua décima primeira mixtape solo. O projeto é um álbum conceitual coeso, compilado de músicas politicamente carregadas, incluindo "Generation Lost", como a terceira faixa.

### 2015 - presente: Trabalhos Independentes
Em 2015 lançou de surpresa a mixtape Psycadelik Thoughtz, sem qualquer promoção ou singles de pré-lançamento, porém estreou no número 97 na parada Billboard Hot 100 dos EUA. Ainda em 2015, B.o.B entrou em conflito público com sua gravadora de longa data, a Atlantic Records, acusando-a de bani-lo e boicotá-lo.
Em 2017 passou a lançar de maneira independente a série de mixtapes Elements, dividido em 4 partes. WATER, FIRE, EARTH e AIR. A série de músicas contava com muitas letras sobre teorias da conspiração, críticas ao governo, e abordando temas polêmicos como o racismo, escravidão e a teoria da Terra plana. B.o.B discutiu suas crenças publicamente com o físico Neil deGrasse Tyson. Músicas como "Flatline", "Earthquake", "Summers Day" e "Mr. Mister" alcançaram popularidade na internet e no rap underground. 
B.o.B lançou em 2017 seu primeiro album totalmente independente, chamado Ether em 2017, que incluia parcerias com Lil Wayne, Usher e Young Thug. B.o.B revelou detalhes sobre sua luta contra a depressão. Lançou em 2018 o álbum NAGA e em 2022 o álbum Better Than Drugs. Em 2023 lançou o álbum instrumental de Lo-Fi, A Town Full of Nowhere.

## Discografia
Álbuns de Estúdio
- B.o.B Presents: The Adventures of Bobby Ray (2010)
- Strange Clouds (2012)
- Underground Luxury (2013)
- Psycadelik Thoughtz (2015)
- Ether (2017)
- NAGA (2018)
- Better Than Drugs (2022)
- A Town Full of Nowhere (2023)

Álbuns de Coletâneas
- Elements (2016)